# أبوتشي نيكولاس
أبوتشي نيكولاس إيديميلي (بالفرنسية: Abuchi Nicolas Idemili)‏ المعروف باسم أبوتشي نيكولاس (ولد في 17 سبتمبر 1999 في لاغوس، نيجيريا) لاعب كرة قدم نيجيري يجيد اللعب في مركز قلب الدفاع وأيضا الظهير الأيمن. لا يرتبط بنادي حاليا.